# Вікторія Прусська (1866–1929)
Фридерика Амалія Вільгельміна Вікторія Прусська (нім. Friederike Amalia Wilhelmine Victoria von Preußen, 12 квітня 1866, Новий палац, Потсдам — 13 листопада 1929, Бонн) — прусська принцеса з дому Гогенцоллернів, в першому шлюбі принцеса Шаумбург-Ліппська. Після другого шлюбу з Олескандром Зубковим, з 1927 року підписувалася ім'ям Вікторія Зубкова (Viktoria Zoubkoff), під яким випустила в 1929 році свої мемуари.

## Біографія
Народилася другою дочкою з 8 дітей в сім'ї кронпринца, згодом німецького імператора Фрідріха III, і його дружини Вікторії. Мала брата, майбутнього кайзера Вільгельма II. Ім'я отримала в честь своєї бабусі королеви Вікторії. У сім'ї її звали Моретті. Принцеса виросла в берлінському Міському палаці під наглядом кількох гувернанток і вчителів.
У 1883 році за згодою матері заручилася з принцом Олександром Баттенбергським, князем Болгарії. Але дід Вікторії, імператор Вільгельм I, і рейхсканцлер Отто фон Бісмарк з політичних мотивів виступили проти заручин і заборонили весілля. Кілька років Вікторія марно намагалася оскаржити цю заборону, але їй рішуче протистояв Бісмарк. У 1889 році заручини було остаточно розірвано з міркувань державної необхідності.
Рік по тому Вікторія познайомилася з принцом Адольфом Шаумбург-Ліппським, незабаром заручилася і одружилася в листопаді того ж року в Берліні. Після тривалої весільної подорожі кількома країнами подружжя оселилося в Бонні на придбаній віллі, що нині зветься Палацом Шаумбурга. Після того, як Вікторія пережила викидень, дітей не мала. У 1916 році чоловік помер.
В 1927 році принцеса Вікторія познайомилася з російським авантюристом Олександром Зубковим, молодшим на 34 роки, що видавав себе за російського дворянина, який втратив права після революції. Того ж року з великим скандалом одружилася з ним. Через кілька місяців шлюб розпався і Зубков заволодів усім майном принцеси Вікторії, а в 1928 році був висланий з Німеччини.
Вікторія залишилася в Бонні і для підтримки свого матеріального стану випустила мемуари. До останніх днів її любили й шанували городяни. 
У 1929 році вона померла в Бонні. З ініціативи сестри Маргарити Вікторія Прусська була похована на фамільному кладовищі Гессенського будинку в фортеці Кронберга в Таунус.

## Родина
1 Чоловік — Адольф (1859-1916), принц Шаумбург-Ліппський
Діти: не було
2 Чоловік — Олександр Зубков
Діти: не було